# Phlox paniculé
Phlox paniculata
Espèce
Classification phylogénétique
Le Phlox paniculé (Phlox paniculata), aussi appelé phlox des jardins ou phlox vivace, est une espèce de plantes à fleurs appartenant à la famille des Polemoniaceae et originaire de l'est des États-Unis.
Il est largement cultivé partout comme plante ornementale.

## Description
Le Phlox paniculé est une plante herbacée vivace pouvant mesurer 1,2 m de hauteur sur 1 m de large.
Ses feuilles alternes, simples sont vertes.
Les fleurs de 1,5 à 2,5 cm de diamètre, à la corolle tubulée, souvent parfumées, sont de couleur blanche, rose, rouge, ou pourpre. Elles apparaissent en début d'été et persistent jusqu'à l'automne. Elles sont groupées en panicules d'où l'épithète spécifique paniculata.

### Cultivars
De nombreux cultivars ont été développés pour le jardin. Les suivants ont gagné l'Award of Garden Merit de la Royal Horticultural Society :
| - 'Blue Ice' - 'Brigadier' - 'Bright Eyes' - 'Eventide' - 'Le Mahdi' - 'Mother of Pearl' | - 'Mount Fuji' - 'Prince of Orange' - 'Prospero' - 'Starfire' - 'White Admiral' - 'Windsor' |

## Culture
Les Phlox paniculés sont des plantes faciles à cultiver. Ils ont besoin de soleil pour bien fleurir. Ils supportent de fortes chaleurs (avec un paillage au sol de préférence) et sont rustiques jusqu'à -15 °C. Un sol riche améliorera la floraison.
Protégez les jeunes plants des limaces qui en sont friandes.

### Multiplication
Le phlox se multiplie beaucoup naturellement par rejets ou semis. Il se bouture également très bien (racines ou tiges) en automne ou au printemps. Pour améliorer la floraison, il est conseillé de diviser le plant après 3 ou 4 ans de culture.

### Taille
On peut tailler le phlox à mi-hauteur (au-dessus d'un œil) en début de saison pour favoriser la ramification. En fin d'automne, on peut rabattre le plant à 10 cm de hauteur.

### Maladies
Certaines variétés peuvent être sujettes à l'oïdium. Il vaut donc mieux choisir de préférence des cultivars résistants tels que 'David' (blanc), 'Delta snow' (blanc), 'Natascha' (rose), 'Robert Poore' (rose vif) , 'Speed Limit 45' (rose) ou ceux de la série 'Volcano' (différentes couleurs) par exemple.
À défaut, certaines pratiques permettent de limiter le développement de l'oïdium :
- arroser au pied en évitant de mouiller les feuilles et les fleurs,
- tailler le feuillage (jusqu'à 1/4) afin d'améliorer l'aération,
- planter en plein soleil pour limiter l'humidité,
- retirer les feuilles atteintes dès que possible et ne pas en laisser au sol pour éviter la propagation des spores.

### Galerie

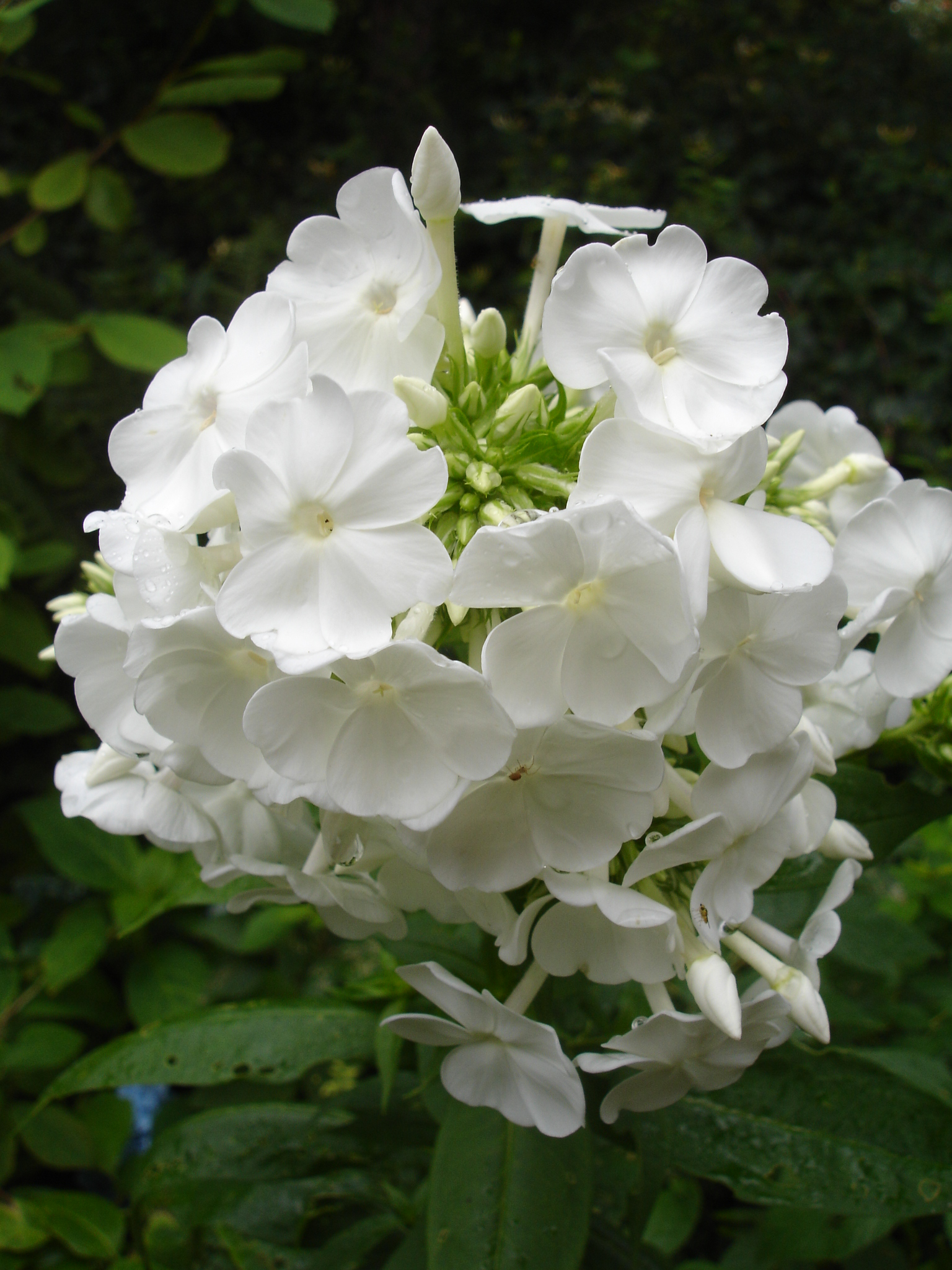
Le Phlox 'David' est résistant à l'oïdium.
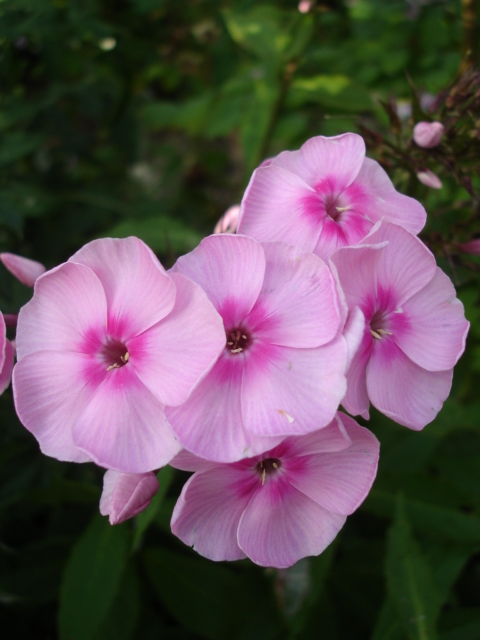
Phlox 'Elisabeth Arden'.
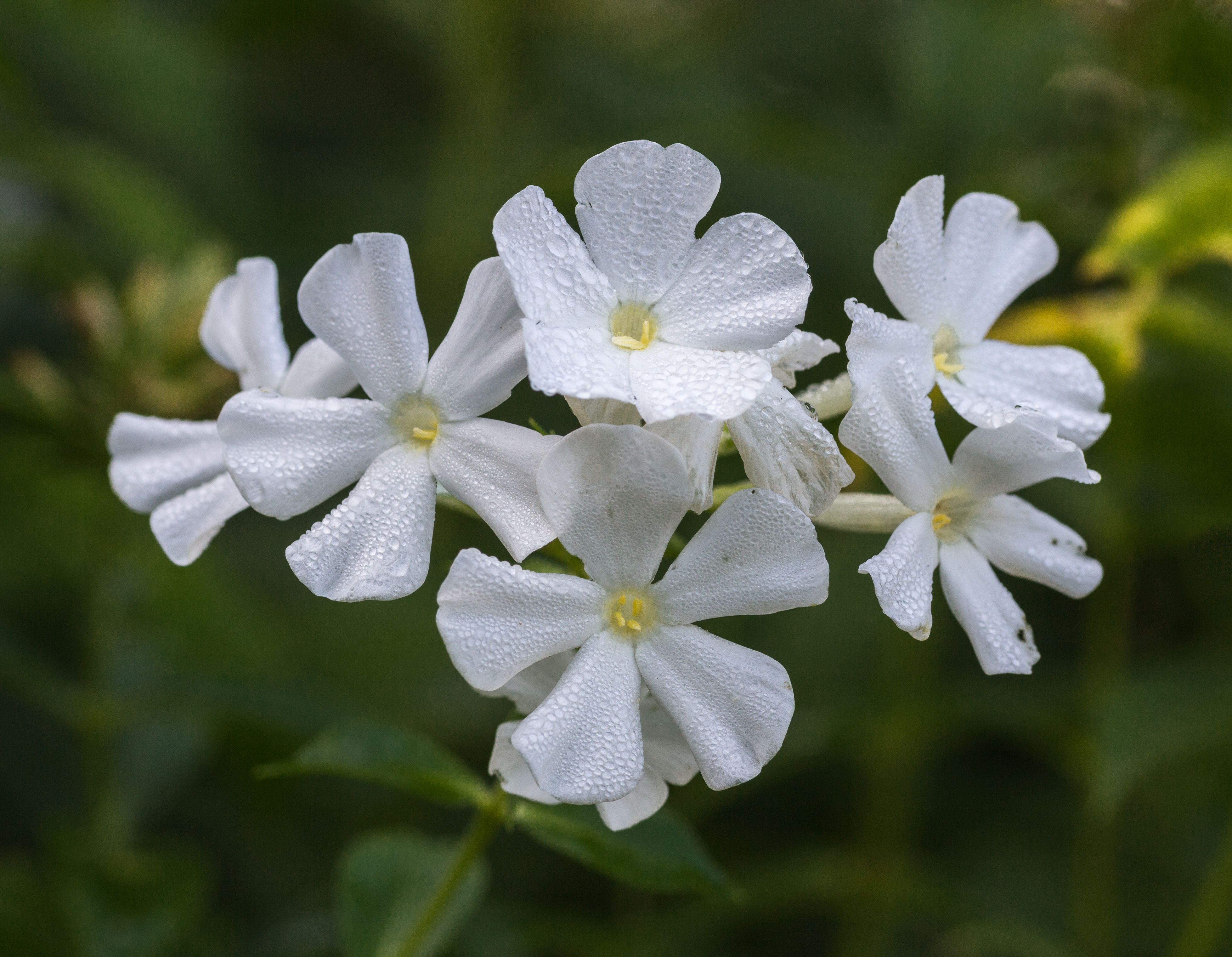
Phlox 'Fujiyama'.
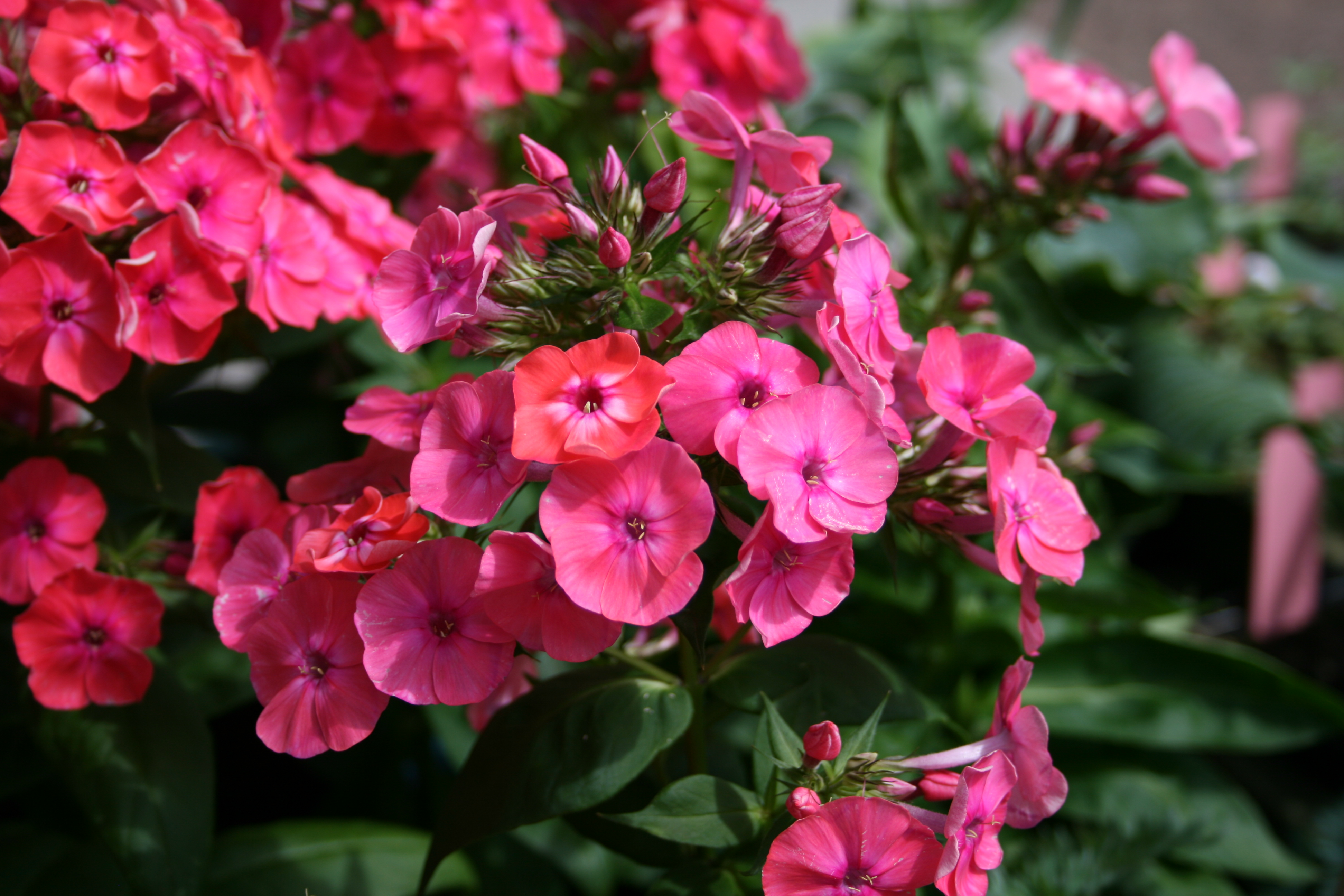
'Coral_Flame'.
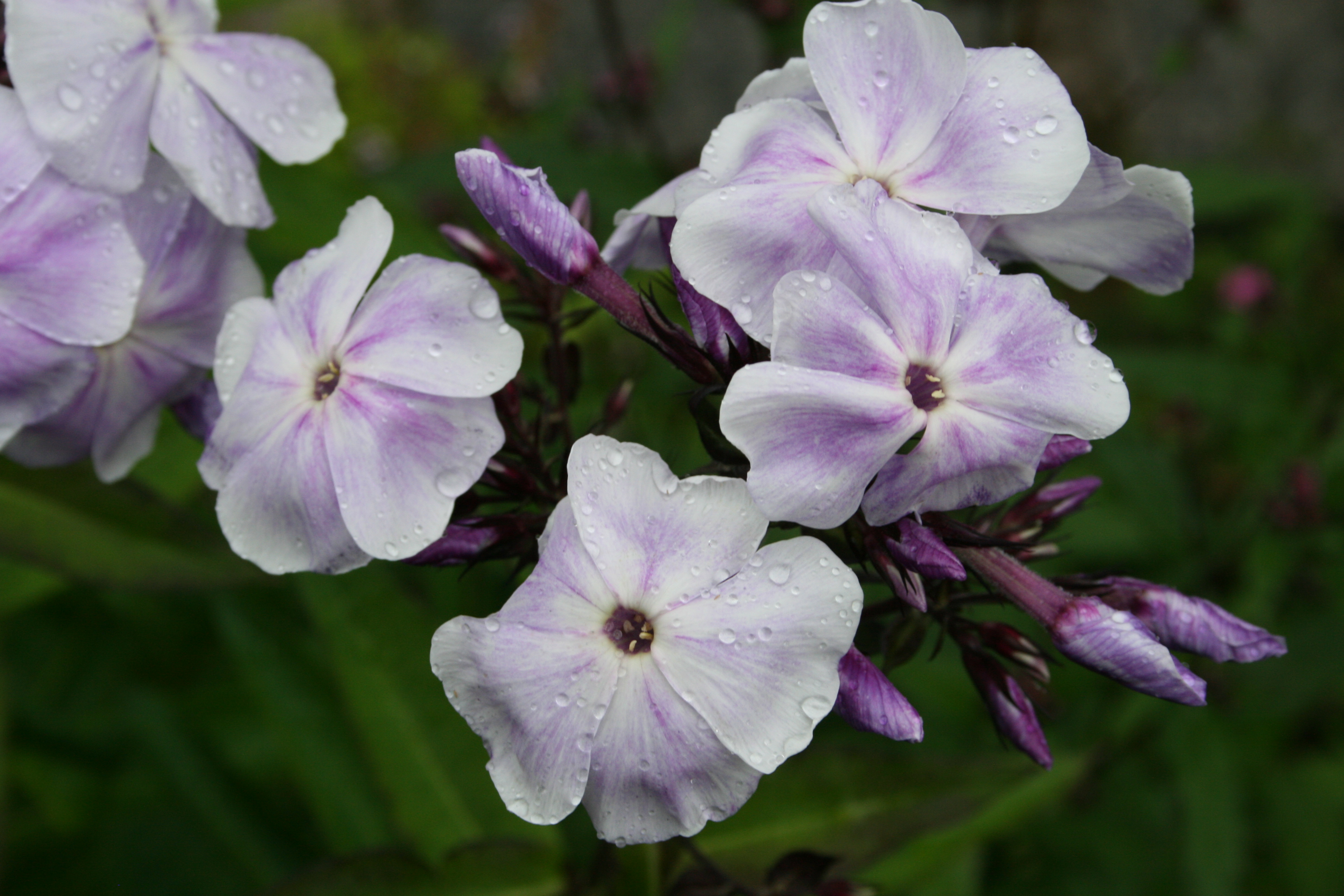
'Prospero'.
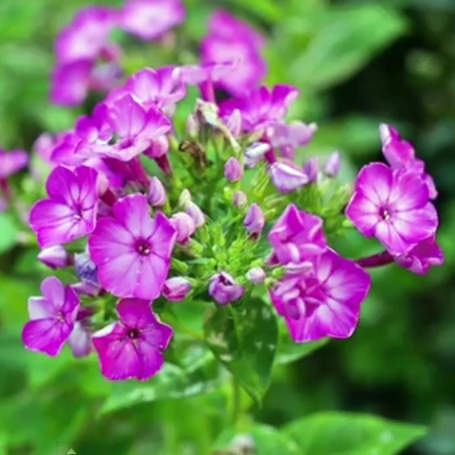
Phlox paniculata 'Volcano' - cv résistant à l'oïdium.
Phlox paniculata 'famous light purple' - inflorescences immatures
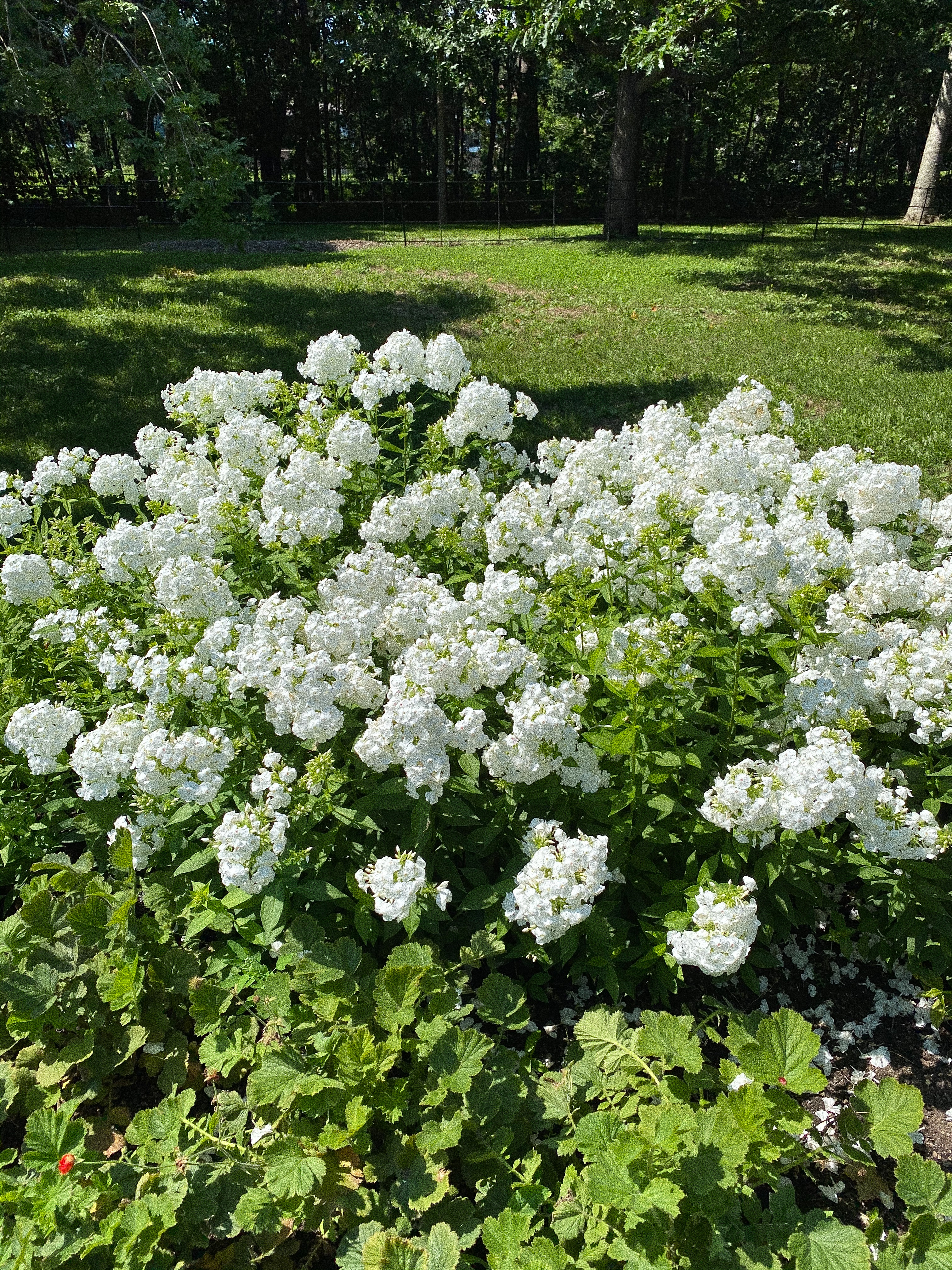
Phlox paniculé blanc (Parc du Bois-de-Coulonge, Québec)